# Zuur beukenbos
Het zuur beukenbos is een karteringseenheid in de Biologische Waarderingskaart (BWK) van Vlaanderen en het Brussels Hoofdstedelijk Gewest met als code 'fs'.
In de vegetatiekunde wordt dit biotoop vertegenwoordigd door drie sub-associaties van het beuken-eikenbos.
Het zuur beukenbos staat gewaardeerd als 'Biologisch zeer waardevol'.

## Naamgeving, etymologie en codering
- BWK-code: fs
- Syntaxoncode (Nederland): 42Aa02b Beuken-zomereikenbos met adelaarsvaren (Fago-Quercetum pteridietosum), 42Aa02c Beuken-zomereikenbos met lelietje-van-dalen (Fago-Quercetum convallarietosum) en 42Aa02e Beuken-zomereikenbos met gladde witbol (Fago-Quercetum holcetosum)

## Kenmerken
Zure beukenbossen zijn te vinden op vrij droge, voedselrijke bodems op leem- of zandleemgronden. De meeste beukenbossen zijn aangeplant, maar verjongen zichzelf spontaan. Ze komen op dezelfde standplaatsen voor als het zuur eikenbos, waarbij het vooral de aanvankelijke aanplant is die het type bepaalt.

### Soortensamenstelling

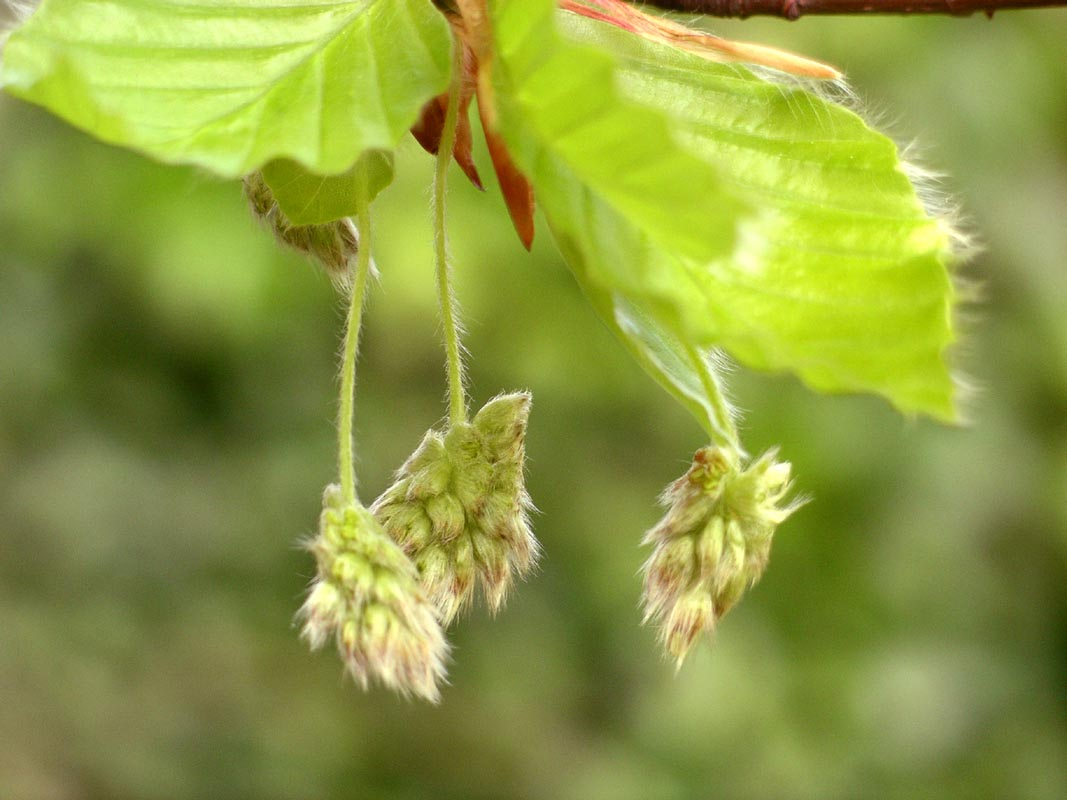
Beuk

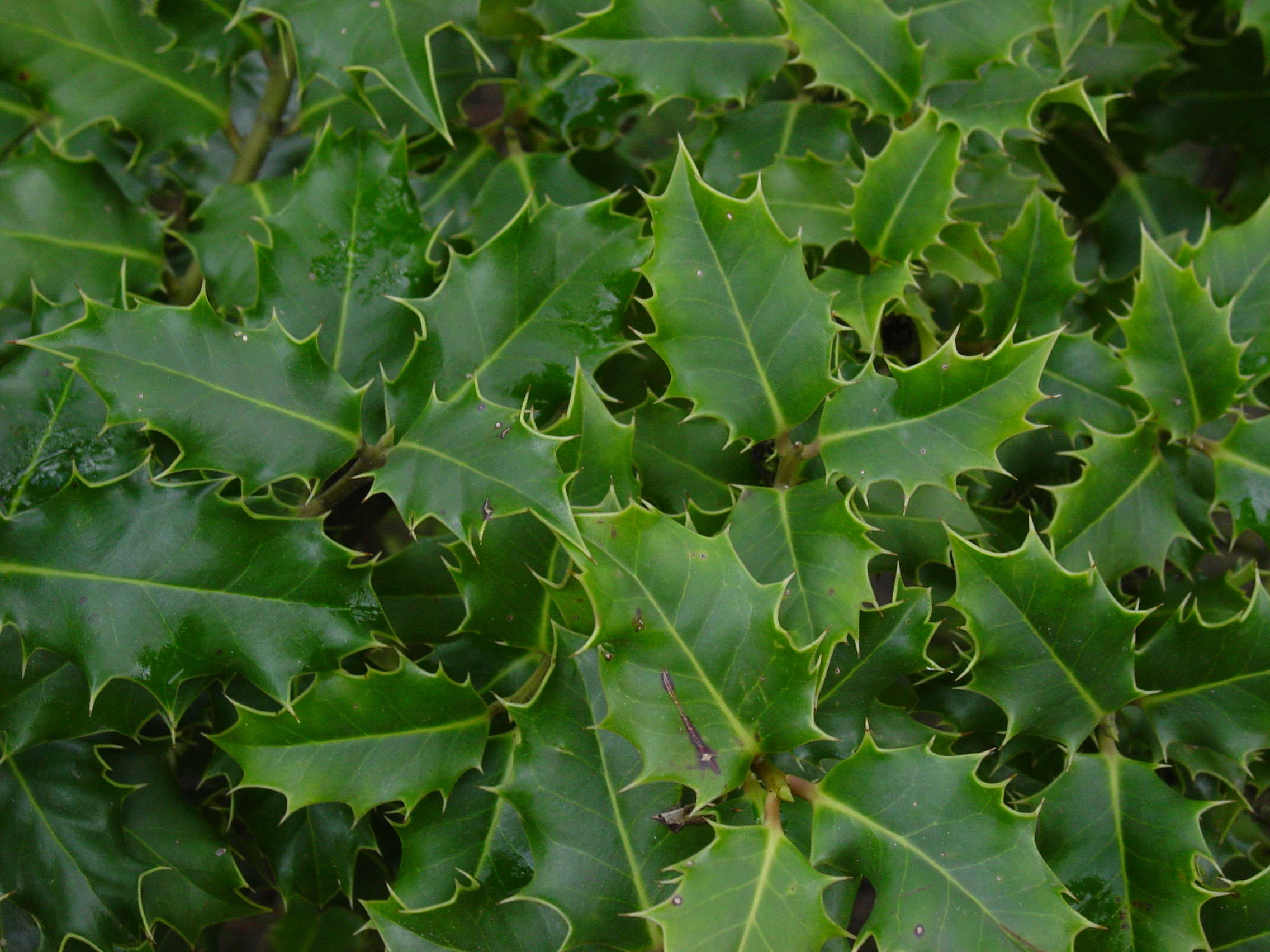
Hulst

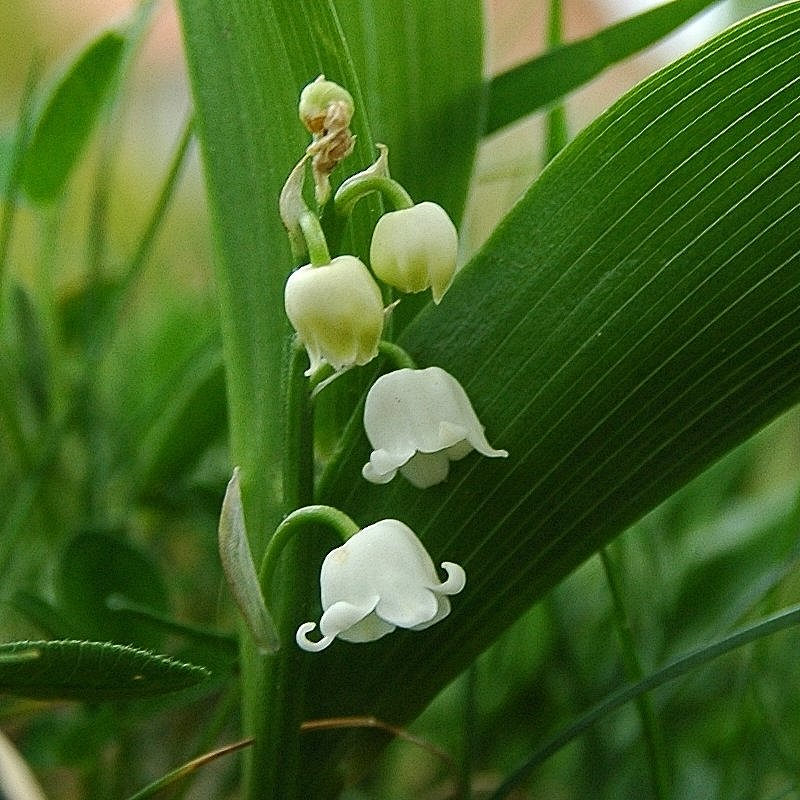
Lelietje-van-dalen

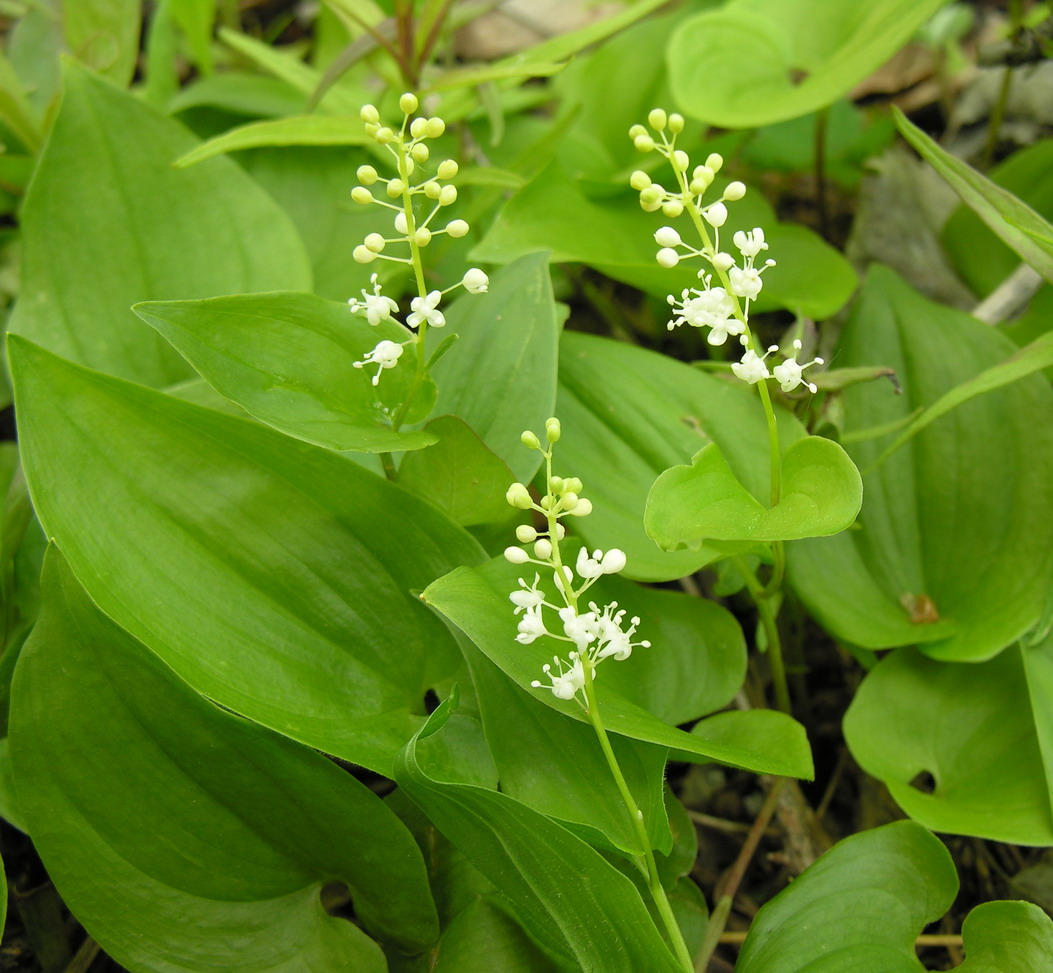
Dalkruid

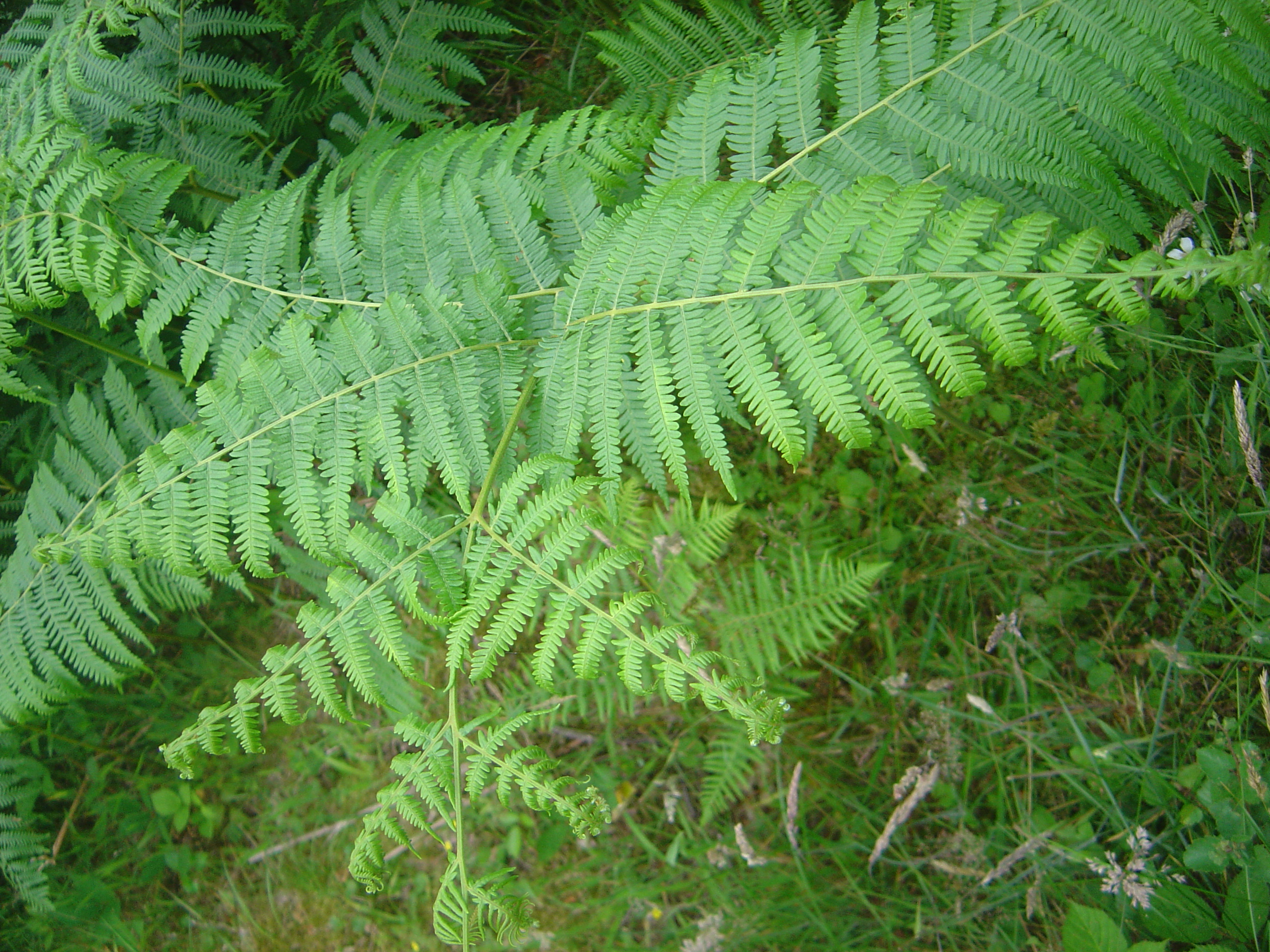
Adelaarsvaren

De boomlaag wordt gedomineerd door beuk. De struiklaag en de kruidlaag zijn meestal soortenarm en weinig ontwikkeld, en soms zelfs beperkt tot bramen.
| Ind.soort  | Nederlandse naam   | Wetenschappelijke naam | Opmerking |
| ---------- | ------------------ | ---------------------- | --------- |
| Boomlaag   |                    |                        |           |
| x          | Beuk               | Fagus sylvatica        |           |
| Struiklaag |                    |                        |           |
| x          | Hulst              | Ilex aquifolium        |           |
| Kruidlaag  |                    |                        |           |
| x          | Lelietje-van-dalen | Convallaria majalis    |           |
| x          | Dalkruid           | Maianthemum bifolium   |           |
| x          | Ruige veldbies     | Luzula pilosa          |           |
| x          | Grote veldbies     | Luzula sylvatica       |           |
| x          | Valse salie        | Teucrium scorodonia    |           |
| x          | Pilzegge           | Carex pilulifera       |           |
| x          | Wilde kamperfoelie | Lonicera periclymenum  |           |
| x          | Adelaarsvaren      | Pteridium aquilinum    |           |
| x          | Gewone braam       | Rubus fruticosus       |           |
| x          | Witte klaverzuring | Oxalis acetosella      |           |
| Moslaag    |                    |                        |           |
|            | -                  |                        |           |

## Verspreiding en voorkomen
Zure beukenbossen vinden we zowel in de Leemstreek als in voedselrijkere bodems van de Kempen en de Zandleemstreek. De belangrijkste voorbeelden zijn te vinden in het Zoniënwoud en het Meerdaalwoud in Vlaams Brabant. Verder komen er zure beukenbossen voor in de Zandstreek tussen Brugge en Gent en in de bossen rond Gent, in de Voorkempen in de provincie Antwerpen en in de Vlaamse Ardennen.